# Юрдан Шопов
Юрдан Кирилов Шопов е български анархист участник в Септемврийското въстание.
Юрдан Шопов е роден през 1903 г. в село Исперихово, Пещерско. След завършването си на Пазарджишката гимназия става деен член на младежката анархистическа организация и прави много за популяризирането на анархистическите идеи в родното си село. Взима дейно участие в Септемврийското въстание и е принуден да емигрира в съседна Югославия. След завръщането си в България работи отново за идеите на анархизма. В борбата срещу фашизма взема най-дейно участие. Той е главен интендант на отряда „Антон Иванов“ в Баташкия Балкан. Откарвал е не коли, а цели камиони храна. Когато е разкрит, той минава в нелегалност. Във времето, когато го залавят, е подложен на изтезания в Батак, Пещера и Пловдив. Разстрелян е през пролетта на 1944 г. в скалите между Пещера и Брацигово (Бекови скали и Червената скала). 
Фашистите изгарят къщата му, която селото след 9 септември възстановява. Погребан е с тържествена церемония след 9 септември 1944 г., като на погребението му се стичат много селяни от околните села. Юрдан Шопов оставя жена и три деца.